# XIV Giochi del Commonwealth
I XIV Giochi del Commonwealth si tennero a Auckland (Nuova Zelanda) tra il 24 gennaio e il 3 febbraio 1990. Vi parteciparono 55 nazioni, 29 delle quali ottennero almeno una medaglia, con un totale di 2074 atleti.

## Assegnazione
L'evento fu assegnato ad Auckland il 27 luglio 1984 alle Olimpiadi estive del 1984 a Los Angeles, Stati Uniti. Perth, in Australia, si era ritirata dalla gara, lasciando Nuova Delhi, in India, come unica avversaria alla candidatura di Auckland. Nuova Delhi ha perso i diritti di hosting su Auckland con un margine di 1 voto, il che lo ha reso il voto di selezione dell'ospite più vicino nella storia dei Giochi del Commonwealth
| Città                  | Round 1 |
| ---------------------- | ------- |
| Nuova Zelanda Auckland | 20      |
| India New Delhi        | 19      |

## Sport
I Giochi del Commonwealth del 1990 hanno compreso un totale di 10 sport. Le discipline generali affrontate dagli atleti sono state le seguenti:
- Atletica leggera
- Badminton
- Ciclismo
- Ginnastica
  -  Ginnastica artistica
  -  Ginnastica ritmica
- Judo
- Lawn bowls
- Pugilato
- Sollevamento pesi
- Sport acquatici
  -  Nuoto
  -  Nuoto sincronizzato
  -  Tuffi
- Tiro

Nell'occasione il triathlon è stato inserito con una gara dimostrativa.

## Nazioni partecipanti
Le 55 nazioni partecipanti sono state (in grassetto quelle che hanno partecipato per la prima volta):
- Australia
- Bahamas
- Bangladesh
- Barbados
- Bermuda
- Botswana
- Brunei
- Canada
- Cipro
- Inghilterra
- Galles
- Gambia
- Ghana
- Giamaica
- Gibilterra
- Guernsey
- Guyana
- Hong Kong
- India
- Irlanda del Nord
- Isola di Man
- Isole Cayman
- Isole Cook
- Isole Falkland
- Isole Norfolk

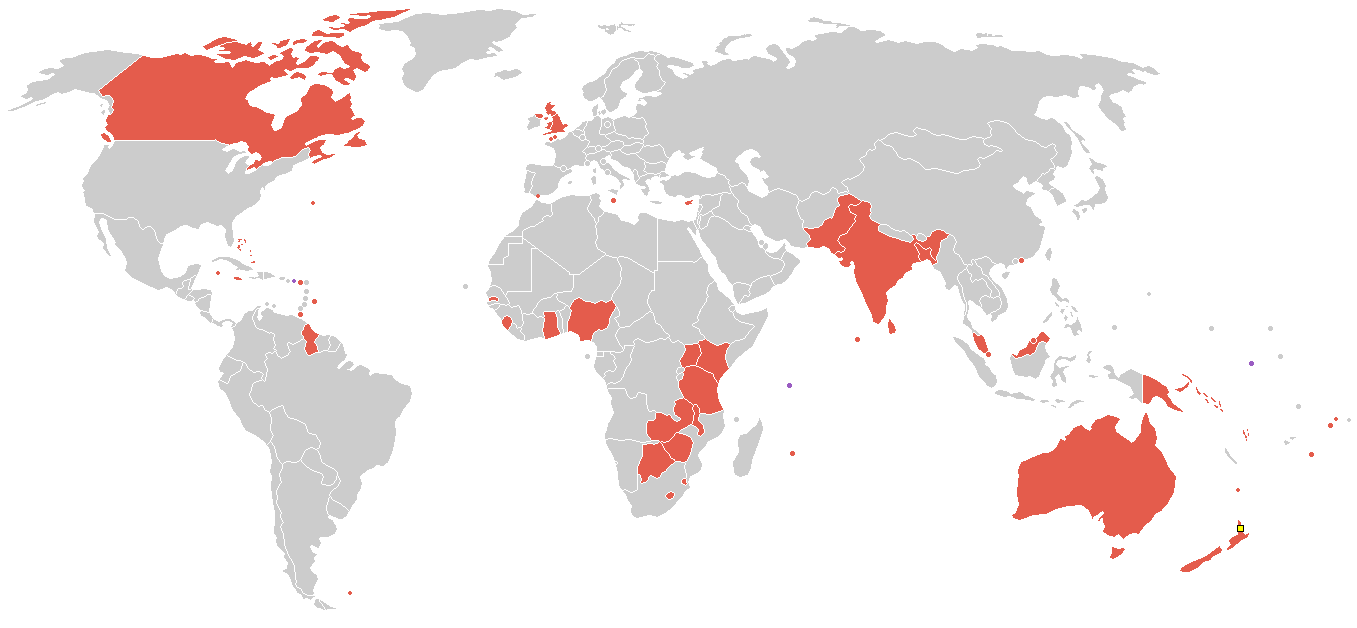
Participating countries

- Isole Vergini britanniche
- Jersey
- Kenya
- Lesotho
- Malawi
- Malaysia
- Maldive
- Malta
- Mauritius
- Nauru
- Nigeria
- Nuova Zelanda
- Pakistan
- Papua Nuova Guinea
- Saint Kitts e Nevis
- Samoa Occidentali
- Scozia
- Seychelles
- Sierra Leone
- Singapore
- Solomone
- Sri Lanka
- Swaziland
- Tanzania
- Tonga
- Trinidad e Tobago
- Uganda
- Vanuatu
- Zambia
- Zimbabwe

## Medagliere
| Posiz. | Nazione            | Oro | Argento | Bronzo | Totale |
| ------ | ------------------ | --- | ------- | ------ | ------ |
| 1      | Australia          | 52  | 54      | 56     | 162    |
| 2      | Inghilterra        | 46  | 40      | 42     | 128    |
| 3      | Canada             | 35  | 41      | 37     | 113    |
| 4      | Nuova Zelanda      | 17  | 14      | 27     | 58     |
| 5      | India              | 13  | 8       | 11     | 32     |
| 6      | Galles             | 10  | 3       | 12     | 25     |
| 7      | Kenya              | 6   | 9       | 3      | 18     |
| 8      | Nigeria            | 5   | 13      | 7      | 25     |
| 9      | Scozia             | 5   | 7       | 10     | 22     |
| 10     | Malaysia           | 2   | 2       | 0      | 4      |
| 11     | Giamaica           | 2   | 0       | 2      | 4      |
| 11     | Uganda             | 2   | 0       | 2      | 4      |
| 13     | Irlanda del Nord   | 1   | 3       | 5      | 9      |
| 14     | Nauru              | 1   | 2       | 0      | 3      |
| 15     | Hong Kong          | 1   | 1       | 3      | 5      |
| 16     | Cipro              | 1   | 1       | 0      | 2      |
| 17     | Bangladesh         | 1   | 0       | 1      | 2      |
| 17     | Jersey             | 1   | 0       | 1      | 2      |
| 19     | Bermuda            | 1   | 0       | 0      | 1      |
| 19     | Guernsey           | 1   | 0       | 0      | 1      |
| 19     | Papua Nuova Guinea | 1   | 0       | 0      | 1      |
| 22     | Zimbabwe           | 0   | 2       | 1      | 3      |
| 23     | Ghana              | 0   | 2       | 0      | 2      |
| 24     | Tanzania           | 0   | 1       | 2      | 3      |
| 25     | Zambia             | 0   | 0       | 3      | 3      |
| 26     | Bahamas            | 0   | 0       | 2      | 2      |
| 26     | Samoa Occidentali  | 0   | 0       | 2      | 2      |
| 28     | Guyana             | 0   | 0       | 1      | 1      |
| 28     | Malta              | 0   | 0       | 1      | 1      |
| Total  | Total              | 204 | 203     | 231    | 638    |